# Calycobolus kasaiensis
Calycobolus kasaiensis är en vindeväxtart som beskrevs av J. Lejoly och S. Lisowski. Calycobolus kasaiensis ingår i släktet Calycobolus och familjen vindeväxter. Inga underarter finns listade i Catalogue of Life.